# Viktor Leinz
Viktor Leinz (Heidelberg, 18 de dezembro de 1904 — São Paulo, 27 de março de 1983
) foi um geólogo e petrógrafo alemão, residente no Brasil, pioneiro em estudos geológicos e petrográficos no país.
Escreveu um dos mais importantes e utilizados livro de geologia, Geologia Geral, em coautoria com Sérgio Estanislau do Amaral (reeditado várias vezes), e Vocabulário Geológico, em colaboração com Josué Camargo Mendes (também reeditado).

## Biografia
Viktor nasceu em Heidelberg, em 1904. Ingressou na Universidade de Heidelberg, no curso de geologia, partindo para a pós-graduação em petrografia de sedimentos, com doutorado em mineralogia e petrologia em 1931. Foi contratado pela Universidade de Rostock como assistente do professor Carl Wilhelm Correns e colaborou em pesquisas sobre os sedimentos] oceânicos do Atlântico.

## Carreira
A convite do Departamento Nacional de Produção Mineral (DNPM), veio para o Brasil, com um contrato de dois anos, onde encontrou diversos desafios relacionados à geologia no país.
Retornou à Alemanha em 1937, porém as dificuldades impostas pela situação política no país, a influência do nazismo nas universidades e a falta de perspectivas de trabalho o forçaram a retornar ao Brasil. Foi professor na Universidade do Distrito Federal, hoje a Universidade do Estado do Rio de Janeiro. Com a Segunda Guerra Mundial em curso, as relações diplomáticas do Brasil com a Alemanha foram rompidas e para auxiliar no esforço de guerra, foi enviado ao Rio Grande do Sul, encarregado da exploração de cobre da Mina do Camaquã, onde também pesquisou outras ocorrências de estanho, cobre, ouro e jazidas de carvão.
Com o fim da guerra, Viktor retornou ao Rio de Janeiro onde trabalhou no Museu Nacional, encarregado de reorganizar a célebre coleção Werner, adquirida na Alemanha pela coroa portuguesa, e trazida ao Brasil por Dom João VI.
Foi professor de geologia e paleontologia da Faculdade de Filosofia, Ciências e Letras da Universidade de São Paulo. Em 1948, junto de Glycon de Paiva, estudou as recém-descobertas ocorrências de manganês na Serra do Navio, no Amapá, dando ao governo federal sugestões para a política de pesquisa e exploração.
Viktor foi um grande incentivador do ensino através de aulas práticas. Estimulou e organizou coleções didáticas e conduziu seminários. Orientou diversos jovens professores e pesquisadores, incluindo Setembrino Petri. Publicou diversos livros que hoje são leitura obrigatória em vários cursos ligados às geociências. Apaixonado pela ciência e pela pesquisa, era conhecido por ser um professor rígido, mas simpático, amável e dedicado.
| “ | A Geologia é uma ciência complexa e elevada, à qual a Matemática, a Astronomia, a Física, a Química e a Biologia vêm trazer seus respectivos subsídios. Não se infere daí que o geólogo é um conhecedor profundo dessas matérias, mas sim que deve conhecer os seus fundamentos, utilizando mais dos efeitos que das causas dos fenômenos relativos àquelas ciências. | ” |

Foi membro do Conselho Nacional de Pesquisas, hoje o Conselho Nacional de Desenvolvimento Científico e Tecnológico (CNPq), do Conselho da FAPESP e da Academia Brasileira de Ciências. Foi fundador da Academia de Ciências do Estado de São Paulo e teve importante participação na Sociedade Brasileira de Geologia.

## O curso de geologia da USP
No início dos anos 1950, Viktor Leinz e outros professores aventaram a possibilidade de criar, junto da Universidade de São Paulo, um curso específico de geologia, que encontrou bastante resistência da Escola Politécnica e da Faculdade de Filosofia. Nessa mesmo época, também estava em estudo no Ministério da Educação, através de campanha para a formação de geólogos, da qual Viktor fazia parte, a criação de cursos de geologia em várias universidades do Brasil. Viktor teve papel fundamental para o estabelecimento da geologia como curso regular e formal nas universidades brasileiras. Em 1957, criava-se na USP o curso de geologia, do qual foi seu primeiro coordenador.
A carência de livros-texto nacionais e a pouca infra-estrutura para pesquisa científica no país o levou a escrever o livro Geologia do Brasil, junto de seu orientando de doutorado, Sérgio Estanislau do Amaral, que se tornou obra introdutória e obrigatória nos cursos voltados para as geociências.
Trabalhou na USP até sua aposentadoria compulsória, em 1974. Foi eleito professor emérito da universidade em 1982.

## Morte
Viktor esteve doente por um longo tempo e morreu em 27 de março de 1983, em São Paulo, aos 78 anos.